# Pallante (Evandro)
Pallante o Pallade è un personaggio della mitologia romana, figlio di Evandro re degli Arcadi, i profughi che fondarono la città di Pallante o Pallanteo, sul colle Palatino.
Nell'Eneide, Virgilio pone Pallante fra le figure di rilievo del poema.

## Mitologia
Pallante è tra i primi ad avvistare le navi dei profughi troiani, guidati da Enea, mentre risalgono il Tevere con l'intento di fondare una città nella patria di Dardano (che secondo la leggenda era stato il fondatore di Troia) e, quale figlio del re e depositario del dovere dell'ospitalità, accompagna gli esuli alla corte del padre.
Successivamente Enea viene accolto dal re Latino, che gli fa conoscere la figlia Lavinia della quale si innamora. Amata, la moglie del re Latino, ha però già promesso la figlia a Turno, re dei Rutuli. Amata, venendo a sapere del matrimonio stabilito dal marito fra Enea e la figlia Lavinia, viene impossessata dalla furia Aletto (la furia è stata mandata da Giunone, poiché voleva evitare il matrimonio fra Enea e Lavinia). La disputa per la mano della fanciulla diventa una guerra quando Turno scopre, grazie alla Fama, che il patto di alleanza stretto attraverso il matrimonio con Lavinia non sarà più valido a causa di Enea. In questa guerra si scontrano dunque Turno ed Enea, con i propri alleati, per il territorio del Lazio e la mano di Lavinia. In questa guerra vengono coinvolte diverse genti italiche, compresi Etruschi e Volsci. Enea si allea con Evandro, re dell'Arcadia, e suo figlio Pallante sotto il consiglio del dio Tiberino (dio del Tevere).
La guerra è molto sanguinosa e Pallante fa strage tra i giovani guerrieri italici. Per primo uccide Lago trafiggendogli le costole con la lancia scagliata; subito dopo sorprende Isbone, amico del caduto, immergendogli la spada nel polmone, e inoltre Stenio e Anchemolo, poi decapita Timbro e recide la mano destra al gemello Laride (Laride e Timbro erano figli di Dauco) che impugnava la spada contro di lui, lasciandolo agonizzante; quindi uccide Reteo che difendeva Ilo, e Aleso, reduce quest'ultimo dall'aver ucciso alcuni troiani (Ladone, Ferete, Demodoco, Strimonio e Toante), trafiggendolo al petto con la lancia. Infine Pallante viene affrontato e ucciso da Turno che si appropria del suo balteo. Enea cattura allora otto guerrieri italici e li sacrifica sulla pira del suo giovane amico. Per evitare ulteriori vittime si decide che la sfida fra Enea e Turno si risolva in un combattimento tra i due pretendenti. Enea ha il sopravvento e vendica Pallante uccidendo Turno; dopodiché sposa Lavinia e fonda la città di Lavinium (la contemporanea Pratica di Mare).

## Vittime di Pallante
1. Lago: guerriero rutulo. Pallante lo assale e gli conficca la lancia nello sterno.
2. Isbone: amico di Lago; Pallante gli pianta la spada nel polmone.
3. Stenio: guerriero rutulo.
4. Anchemolo: figlio di Reto, re dei Marsi.
5. Laride e Timbro: giovani latini, fratelli gemelli identici; Pallante decapita Timbro di netto con la spada, mentre Laride viene lasciato al suolo agonizzante con il braccio destro del tutto reciso, la cui mano, ancora palpeggiante, stringe la spada.
6. Reteo: guerriero rutulo ucciso e sbalzato dal carro, mentre difende un compagno.
7. Aleso: colpito al petto dalla lancia nemica, dopo aver fatto alcune vittime tra i compagni dello stesso Pallante.

## Interpretazione e realtà storica
L'importanza di Pallante risiede nel fatto che il giovane eroe è il primo in terra "italiana" a morire a favore di Enea e dei suoi, destinati a essere i progenitori di Roma. Una sorta di sacrificio (umano) agli dei per favorire la nascita dell'Urbe e quindi dell'Impero romano. Se ne ricorda Dante che scrive: «Vedi quanta virtù l'ha fatto degno / Di riverenzia; e cominciò dall'ora, / Che Pallante morì per dargli il regno» (Paradiso, VI)
Al di là dell'aspetto evidentemente mitologico della narrazione, scavi archeologici effettuati dal 1937 nell'area adiacente alla chiesa di S. Omobono, all'incrocio tra le attuali via L. Petroselli e Vico Jugario, hanno portato alla luce reperti di chiara origine greca, risalenti alla metà dell'VIII secolo a.C..
Nell'"Ode al corbezzolo", Giovanni Pascoli non solo vide Pallante come il primo morto per la causa nazionale italiana, ma anche vide nel corbezzolo sui cui rami fu adagiato il corpo dell'eroe arcade una prefigurazione del tricolore, con il verde delle foglie, il bianco dei fiori, il rosso delle bacche.